# Kalle Sundin
Karl (Kalle) Simon Sundin, född 6 augusti 1990 i Falu Kristine församling, Kopparbergs län, är en svensk ledarskribent, debattör och utredare vid tankesmedjan Katalys. 

## Biografi
Som ledarskribent har han arbetat på Dala-Demokraten och Aftonbladet, där han sedan 2018 är verksam som krönikör.  Han medverkar ofta i TV4:s nyhetspanel på fredagar.  Sundin är också initiativtagare till den socialdemokratiska tankesmedjan Gröna folkhemmet som startades 2019 för att stärka engagemanget för klimatfrågan inom partiet och skapa opinion för en omställning som drivs av offentliga investeringar.